# Iodmonoxid
Iodmonoxid oder Iod(II)-oxid (alternativ auch Jodmonoxid oder Jod(II)-oxid) ist eine anorganische chemische Verbindung des Iods aus der Gruppe der Oxide. Es ist das einfachste Iodoxid und ein Radikal, da es ein ungepaartes Elektron hat.

## Gewinnung und Darstellung
Die Verbindung lässt sich aus den Elementen Iod und Sauerstoff herstellen. Es handelt sich hierbei um eine Synthesereaktion.
{\displaystyle {\ce {I2 + O2 -> 2 IO}}}

## Eigenschaften
Iodmonoxid zersetzt sich in seine zwei Elemente:
{\displaystyle {\ce {2 IO -> I2 + O2}}}
Es reagiert mit Stickstoffmonoxid:
{\displaystyle {\ce {2 IO + 2 NO -> I2 + 2 NO2}}}
Iodatome in der Atmosphäre können mit dem Ozon in der Ozonschicht reagieren, wobei unter anderem Iodmonoxid entsteht:
{\displaystyle {\ce {I2 + 2 O3 -> 2 IO + 2 O2}}}
Dieser Prozess kann zum Ozonabbau beitragen.